# Даллас, Мэтт
Мэ́ттью Джо́зеф Да́ллас (англ. Matthew Joseph Dallas; род. 21 октября 1982) — американский актёр и ютубер. Наиболее известен по главной роли в сериале «Кайл XY» (2006–2009).

## Ранние годы
Мэтт Даллас родился в Финиксе, штат Аризона, и какое-то время посещал Аризонскую Школу Искусств. В 12 лет, когда бабушка взяла его на постановку «Гадкий утёнок», он захотел стать актёром. В 18 лет он переехал в Лос-Анджелес, штат Калифорния.

## Карьера
Даллас снялся в нескольких фильмах, в том числе в фильме «Требуется няня», а также в роли Кайла в сериале «Кайл XY». Помимо этого, он снимался в таких фильмах как «Живя мечтой», «Ваннабис», «Изумление лагеря», и «Путь вампира». Он был гостем в сериале «Красавцы».
В 2004 году снялся в клипе на песню «Geek Love» группы Fan 3, а также в 2005 году у Джеймса Бланта в «Goodbye My Lover» вместе с Мишей Бартон. В 2008 году снялся в видео на песню «Thinking of You» американской певицы Кэти Перри.

## Личная жизнь
Даллас — открытый гей. В июле 2015 года он сочетался браком со своим партнёром, музыкантом Блю Гамильтоном, после пяти лет отношений. В декабре 2015 года Даллас и Гамильтон, объявили о том, что усыновили двухлетнего мальчика, Кроу. Они живут в Финиксе.

## Фильмография
| Год       |    | Русское название        | Оригинальное название  | Роль  |
| --------- | -- | ----------------------- | ---------------------- | ----- |
| 2005      | ф  | Путь вампира            | Way of the Vampire     | Тодд  |
| 2005      | ф  | Изумление лагеря        | Camp Daze              | Марио |
| 2005      | с  | Красавцы                | Entourage              |       |
| 2005      | ф  | Ваннабис                | Wannabe                |       |
| 2006      | ф  | Живя мечтой             | Living the Dream       | Майкл |
| 2006      | ф  |                         | Shugar Shank           | Эван  |
| 2006—2009 | с  | Кайл XY                 | Kyle XY                | Кайл  |
| 2007      | ф  | Индиан                  | The Indian             | Дэнни |
| 2008      | ф  | Требуется няня          | Babysitter Wanted      | Рик   |
| 2009      | ф  | Без пяти минут покойник | As Good as Dead        | Джейк |
| 2009      | с  | Иствик                  | Eastwick               | Чэд   |
| 2010      | тф | Бизнес ради любви       | Beauty & the Briefcase | Сет   |
| 2010      | ф  | Возмездие Эрпа          | Wyatt Earp's Revenge   |       |
| 2011      | ф  | Ты, я и цирк            | You, Me & The Circus   | Макс  |
| 2012      | ф  |                         | Naughty or Nice        |       |
| 2013—2014 | с  | Папочка                 | Baby Daddy             | Фитч  |